# 아시가세역
아시가세역(일본어: 足ケ瀬駅)은 일본 이와테현 도노시에 위치한 동일본 여객철도 가마이시 선의 철도역이다. 섬식 승강장 1면 2선의 구조를 갖춘 지상역이다.

## 타는 곳
| 입구 측 | ■ 가마이시 선 | 하행 | 가마이시 방면        |
| 반대 측 | ■ 가마이시 선 | 상행 | 도노 · 하나마키 방면 |

## 역 주변
- 국도 제283호선

## 역사
- 1915년 11월 23일 : 개업.
- 1936년 8월 1일 : 이와테 게이벤 철도의 국유화에 의해 일본국유철도 가마이시 선의 역이 된다.
- 1944년 10월 11일 : 일본국유철도 가마이시토 선의 개업에 따라, 소속 노선명이 가마이시사이 선으로 변경됨.
- 1950년 10월 10일 : 센닌 봉까지의 구간이 폐지되어, 대신에 가미아리스 경유의 새 노선이 개업함. 서쪽의 1,067mm의 궤간 개량 공사가 완성함. 전체 개통에 의해 다시 가마이시 선의 역이 됨.
- 1987년 4월 1일 : 일본국유철도 분할 민영화에 의해, 동일본 여객철도가 승계.
- 1993년 10월 1일 : CTC화에 의해 무인화. 아시가세 역장이 폐지되어, 도노 역장 관리하에 한다.

## 인접 역
| 동일본 여객철도 가마이시 선 | 동일본 여객철도 가마이시 선 | 동일본 여객철도 가마이시 선 |
| --------------------------- | --------------------------- | --------------------------- |
| 히라쿠라 하나마키 방면      | ■ 가마이시 선               | 가미아리스 가마이시 방면    |